# ميجان بويل
ميجان بويل (بالإنجليزية: Megan Boyle)‏ هي كاتِبة أمريكية، ولدت في 15 أكتوبر 1985.